# Goniopneustes pentagonus
Goniopneustes pentagonus is een zee-egel uit de familie Toxopneustidae.
De wetenschappelijke naam van de soort werd in 1872 gepubliceerd door Alexander Agassiz.